# Riffel (bergstopp i Österrike)
Riffel är en bergstopp i Österrike.   Den ligger i distriktet Liezen och förbundslandet Steiermark, i den centrala delen av landet, 160 km sydväst om huvudstaden Wien. Toppen på Riffel är 2 014 meter över havet, eller 8 meter över den omgivande terrängen. Bredden vid basen är 0,06 km.
Terrängen runt Riffel är bergig österut, men västerut är den kuperad. Närmaste större samhälle är Trieben, 7,8 km söder om Riffel. 
I omgivningarna runt Riffel växer i huvudsak blandskog. Runt Riffel är det ganska glesbefolkat, med 25 invånare per kvadratkilometer.